# Xenofrea zonata
Xenofrea zonata är en skalbaggsart som beskrevs av Bates 1885. Xenofrea zonata ingår i släktet Xenofrea och familjen långhorningar.
Artens utbredningsområde är:
- Costa Rica.
- Panama.

Inga underarter finns listade i Catalogue of Life.